# Dark Diary
Dark Diary (Diario Oscuro), es el quinto álbum de la banda rumana de metal Magica. Publicado el 28 de mayo de 2010.
- Datos: Q5223204